# Born to Be Alive
Born to Be Alive es una canción compuesta y popularizada por el cantante francés Patrick Hernandez. Publicada como sencillo en 1978, alcanzó en 1979 un gran éxito internacional.

## Historia
Patrick Hernandez escribió la canción alrededor de 1973, concebida inicialmente como una balada rock. En 1975, hizo una primera grabación del tema que quedó inédita. En 1978, Hernández viajó a Bélgica para grabar de nuevo el tema bajo la dirección del productor Jean Vanloo en Studio DES, con un arreglo de Guy Delo, supervisado por Jack Say, propietario del estudio, en estilo disco. La canción, inicialmente tuvo problemas para ser publicada, ya que varias compañías discográficas la rechazaron. Finalmente, tras ser remezclada en los estudios Kathy, en Ohain (Bélgica), "Born to be Alive" fue lanzada como sencillo por el sello Aquarius Records. Tuvo un éxito inmediato en Italia, donde en enero de 1979 recibió un disco de oro. A lo largo de ese mismo año, el sencillo se convirtió en un gran éxito internacional, encabezando las listas de países como España, Italia, Australia, Canadá, Suecia o Noruega. En Francia alcanzó la primera posición en abril y permaneció allí hasta el mes de julio. En Estados Unidos, el sencillo alcanzó el número 16 de la lista de éxitos Billboard Hot 100 y el número 1 en las listas de éxitos de música disco.
El disco vendió más de 25 millones de copias en todo el mundo, fue disco de platino en Canadá y disco de oro en Estados Unidos y Alemania. En España "Born to Be Alive" fue la canción oficial de la Vuelta ciclista a España de 1979. Según el cantante, el sencillo le reportaría unos derechos de autor de entre 800 y 1.500 euros al día. Tras el éxito del sencillo, Hernández lanzó un álbum homónimo y realizó una gira por Estados Unidos y Europa en la que contaría entre el cuerpo de baile con una joven y todavía desconocida Madonna. "Born to Be Alive" fue el primer sencillo y el único éxito de Patrick Hernandez, por lo que es considerado un artista One-hit wonder.

## Versiones
El cantante argentino Quique Villanueva realizó la primera versión en español de la canción bajo el título de "Nacido Para Vivir" en 1979. En 1989, la banda de rock Los Nikis incluyó una versión del tema en su álbum La hormigonera asesina bajo el título de "Voy a Benidorm". En 1998 el cantante y actor indio Kumar Sanu, interpretó una versión de la canción bajo el título de "Pehli Pehli Baar" en la película de Bollywood, Jab Pyaar Kisise Hota Hai. En 1992, el músico italiano Giorgio Moroder publicó un álbum de versiones disco titulado Forever Dancing en el que incluyó una versión de "Born to be Alive".
El grupo español Dr. Calypso incluyó una versión ska del tema en su álbum de 2000, Barbarossaplatz. En 2005, el dúo estadounidense The Weather Girls, conocido por su éxito disco "It's Raining Men", incluyeron una versión de la canción de Hernandez en su álbum Totally Wild!. La actriz francesa Julie Depardieu publicó en 2007 una versión lenta del tema. El rapero chino Jackson Wang grabó en 2022 una versión de la canción para la banda sonora de la película de animación Minions: The Rise of Gru.

## Posicionamiento en listas
| Lista (1979)                                     | Puesto |
| ------------------------------------------------ | ------ |
| Australia (Kent Music Report)                    | 1      |
| Austria                                          | 1      |
| Bélgica (Flandes) (Ultratop 50)                  | 2      |
| Canadá (RPM Top Singles)                         | 1      |
| Dinamarca (IFPI)                                 | 1      |
| Finlandia                                        | 5      |
| Francia (IFOP)                                   | 1      |
| Irlanda (IRMA)                                   | 21     |
| Italia (Musica e dischi)                         | 2      |
| México                                           | 1      |
| Países Bajos (Dutch Top 40)                      | 5      |
| Países Bajos (Mega Single Top 100)               | 12     |
| Nueva Zelanda (Recorded Music NZ)                | 1      |
| Noruega (VG-lista)                               | 1      |
| Portugal                                         | 1      |
| Sudáfrica (Springbok Radio)                      | 6      |
| España (AFE)                                     | 1      |
| Suecia (Sverigetopplistan)                       | 1      |
| Suiza (Schweizer Hitparade)                      | 5      |
| Reino Unido (UK Singles Chart)                   | 10     |
| Estados Unidos Billboard Hot 100                 | 16     |
| Estados Unidos Billboard National Disco Action   | 1      |
| Estados Unidos Cashbox                           | 17     |
| Estados Unidos Record World                      | 19     |
| Alemania Occidental (Offizielle Deutsche Charts) | 1      |